# 欲望のコード マンガにみるセクシュアリティの男女差
『欲望のコード マンガにみるセクシュアリティの男女差』（よくぼうのコード マンガにみるセクシュアリティのだんじょさ）は、堀あきこが2009年に著した研究書。

## 経緯
本作は著者によって大阪大学大学院人間科学研究科に提出された修士論文「女性の性的欲望の多様と多層 ポルノコミックの比較分析から」に加筆と修正が加えられたものである。

## 内容
本作はポルノコミックの女性向け作品と男性向け作品にどのような描写の違いがあるかについて研究がなされている。本作によると、男性向け作品は、精を放つシーンがクライマックスに置かれていることが多いのに対して、女性向け作品では性行為シーンが続いたままエンディングになったり、延々と続く性的快楽に女性が身を委ねたままエンディングを迎えることが多いという。また、男性向け作品では読者と女性キャラが「一対一」の関係になるため、男性の身体を透明に描いたりする「男性身体の透明化」技法が使用されている。そのため、双方のポルノコミックは女性キャラに視線が注がれていることは共通しているが、女性向け作品は読者が女性キャラと同一化することに主眼が置かれており、「読者=女性キャラ」の構図があるのに対して、男性向け作品は読者が女性キャラと性行為をする男性キャラと同一化することによって「読者-女性キャラ」という「一対一」の関係を構築することに注力されていると論じている。
また、ティーンズラブについても扱っている。

## 評価
本作は、漫画研究に触れたことがない読者にとっても、セクシュアリティの世界について分かりやすく理解が深められると評されている。